# アンティゴネ (小惑星)
アンティゴネ (129 Antigone) は、小惑星帯に位置する大きな小惑星の一つ。レーダーを使った観測によると、この星はほぼ純粋なニッケルと鉄でできている。この種の星は、ベスタのような微惑星の核の部分からできたと考えられている。1873年2月5日にアメリカ合衆国の天文学者、クリスチャン・H・F・ピーターズにより発見され、ギリシア神話に登場するテーバイの王女、アンティゴネーにちなんで命名された。
1979年に、光度曲線のデータより衛星の存在する可能性が指摘された。これより構築されたモデルによると、アンティゴネは極めて普通の形をしていると推測される。
1985年以降、合計で3度の掩蔽が観測された。